# NGC 6664
NGC 6664 је расејано звездано јато у сазвежђу Штит које се налази на NGC листи објеката дубоког неба.
Деклинација објекта је - 8° 11' 15" а ректасцензија 18h 36m 30,6s. Привидна величина (магнитуда) објекта NGC 6664 износи 7,8. NGC 6664 је још познат и под ознакама OCL 68.